# ADLAN
El grupo ADLAN (Amics de l'Art Nou, "amigos del arte nuevo") fue un movimiento artístico catalán fundado en Barcelona en 1932 por Joan Prats, Josep Lluís Sert y Joaquim Gomis, con el objetivo de promover el arte de vanguardia. Entre sus miembros figuraron Ángel Ferrant, Eudald Serra, Ramon Marinello, Artur Carbonell, Jaume Sans, etc. Entre sus actividades organizaron exposiciones de Pablo Picasso, Salvador Dalí, Joan Miró y Alexander Calder, y editaron el número extraordinario de Navidad dedicado al arte internacional de la revista D'Ací i d'Allà (1934). 
Remedios Varo y Benjamin Péret, participaron en "ADLAN" incluyendo la famosa exposición "Logicofobista"